# Ellen Wilkinson

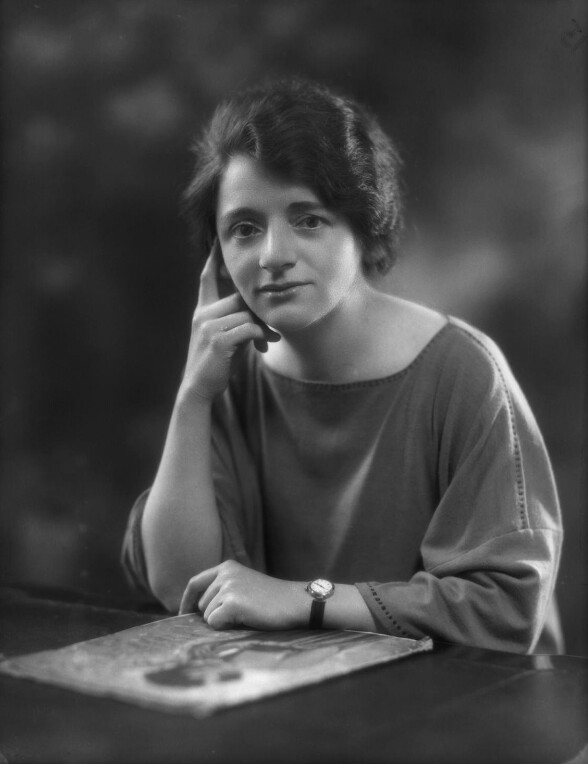
Ellen Wilkinson, 1924

Ellen Cicely Wilkinson (* 8. Oktober 1891 in Ardwick, Manchester; † 6. Februar 1947 in London) war eine britische Politikerin der Labour Party und die zweite Ministerin des Vereinigten Königreichs.

## Leben
Ellen Wilkinson, die aus einer armen Fabrikarbeiterfamilie stammte, begann nach dem Schulbesuch mit Unterstützung durch ein Stipendium 1910 ein Studium der Geschichte an der University of Manchester. Bereits während des Studiums trat sie in Kontakt zu sozialistischen Organisationen wie der Fabian Society sowie der National Union of Women's Suffrage Societies (NUWSS), deren Organisationssekretärin sie 1913 wurde. 1915 wurde sie Organisationssekretärin der Gewerkschaft Union of Shop, Distributive and Allied Workers und war die erste Frau in dieser Funktion bei einer britischen Gewerkschaft.
1920 gehörte sie zu den Mitgründern der Kommunistischen Partei Großbritanniens und vertrat diese im Juli 1921 auch in Moskau bei der Gründung der Roten Gewerkschafts-Internationale. 1923 wurde sie für die Kommunistische Partei als Mitglied in den Stadtrat von Manchester gewählt.
Nachdem sie 1924 die Kommunistische Partei verlassen hatte, wurde sie als Kandidatin der Labour Party erstmals zum Mitglied in das Unterhaus (House of Commons) gewählt und vertrat in diesem bis zu ihrer Wahlniederlage 1931 den Wahlkreis Middlesbrough East. Im Juni 1929 wurde sie Parlamentarische Privatsekretärin des Gesundheitsministers im Kabinett von Premierminister Ramsay MacDonald und behielt dieses Amt bis August 1931.
Im November 1935 wurde sie erneut ins Unterhaus gewählt und gehörte diesem als Vertreterin des Wahlkreises Jarrow bis zu ihrem Tode an. Im Oktober 1936 nahm Ellen Wilkinson am sogenannten „Jarrow March“ oder auch „Jarrow Crusade“ von Jarrow ins knapp 500 Kilometer entfernte London teil, bei der 200 Menschen gegen Unterbeschäftigung, Arbeitslosigkeit und Armut protestierten.
In der Koalitionsregierung von Premierminister Winston Churchill während des Zweiten Weltkrieges wurde sie zunächst 1940 Parlamentarische Sekretärin beim Minister für Pensionen, ehe sie von 1940 bis 1945 Staatssekretärin für Innere Sicherheit war. In diesem Amt war sie u. a. mit der Leitung der Evakuierungsmaßnahmen angesichts der Bombenangriffe der deutschen Luftwaffe auf britische Städte betraut. Zugleich war sie 1945 für einige Zeit geschäftsführende Vorsitzende (Chairwoman) der Labour Party.
Nach dem Wahlsieg der Labour Party bei den Unterhauswahlen 1945 berief Premierminister Clement Attlee sie am 26. Juli 1945 als Bildungsministerin (Minister of Education) in sein Kabinett, wodurch sie nach Margaret Bondfield zur zweiten weiblichen Ministerin Großbritanniens wurde. Dem Kabinett gehörte sie bis zu ihrem Tode an.

## Veröffentlichungen
Neben ihrer politischen Tätigkeit war sie auch als Autorin tätig und veröffentlichte einige Bücher zu politischen und historischen Themen, die teilweise im Left Book Club erschienen, aber auch einen Roman. Zu ihren wichtigsten Veröffentlichungen gehören:
- The Workers History of the Great Strike (1927, Co-Autoren Frank Horrabin und Raymond Postgate)
- Clash (1929), Roman, 1931 als Die Kluft, übertragen von Otto Albrecht van Bebber, in der Büchergilde Gutenberg veröffentlicht.
- Peeps at Politicians (1931)
- The Division Bell Mystery (1932, Roman)
- The Terror in Germany (1933)
- Why War? (1934, Co-Autor Edward Conze)
- Why Fascism? (1934, Co-Autor Edward Conze)
- The Town That Was Murdered (1939)